# Lake Sunapee
Lake Sunapee is een meer in de staat New Hampshire in de Verenigde Staten. Het meer is zo'n 11.000 jaar geleden ontstaan door terugtrekkende gletsjers. 
Lake Sunapee beslaat een oppervlakte van ongeveer 17 km² met daarin de elf eilanden Loon Island, Elizabeth Island, Twin Islands, Great Island, Minute Island, Little Island, Star Island, Emerald Island, Isle of Pines en Penny Island.
De naam Sunapee is afgeleid van de inheems Indiaanse naam Soo-Nipi, wat wilde ganzen meer betekent. 

## Omliggende gemeenten
Het meer is omgeven door drie dorpen: Sunapee ten westen; Newbury in het zuidoosten/zuidwesten; en New London ten oosten van het meer.